# Asphodelus ramosus
Asphodelus ramosus — вид квіткових рослин родини ксантореєві (Xanthorrhoeaceae). лат. ramosus — «гіллястий».

## Опис
Розгалужена багаторічна рослина, що росте до ≈ 90 см. Кореневище коротке й товсте, є веретеновиді бульбові потовщення. Листки розташовані в прикореневій розетці. Листки до 45 × 2,5(3) см, плоскі, з гладкою краєм. Стебло безлисте, несе масивне суцвіття. Має великі білі квіти з шістьма пелюстками з рожевими або коричневими серединними жилами. Плід — невелика куляста коробочка, завдовжки від 5 до 13 мм і від 3,5 до 10 (до 11) мм ушир. Насіння 5–8,5 × 2,5–4 мм, сірі. Розквіт триває з березня по червень.

## Поширення
Північна Африка: Алжир; Єгипет; Лівія; Марокко; Туніс. Західна Азія: Кіпр; Єгипет — Синай; Ізраїль; Йорданія; Ліван; Сирія; Туреччина. Південна Європа: Колишня Югославія; Греція; Італія; Франція; Португалія; Гібралтар; Іспанія [вкл. Канарські острови].

## Використання
Пліній, Діоскорид і Гіппократ згадували, що цибулини використали в їжу. Греки і римляни використовували рослину для боротьби з різними захворюваннями. Алкоголь може бути отриманий після бродіння бульби. Він використовується в косметиці.

## Галерея

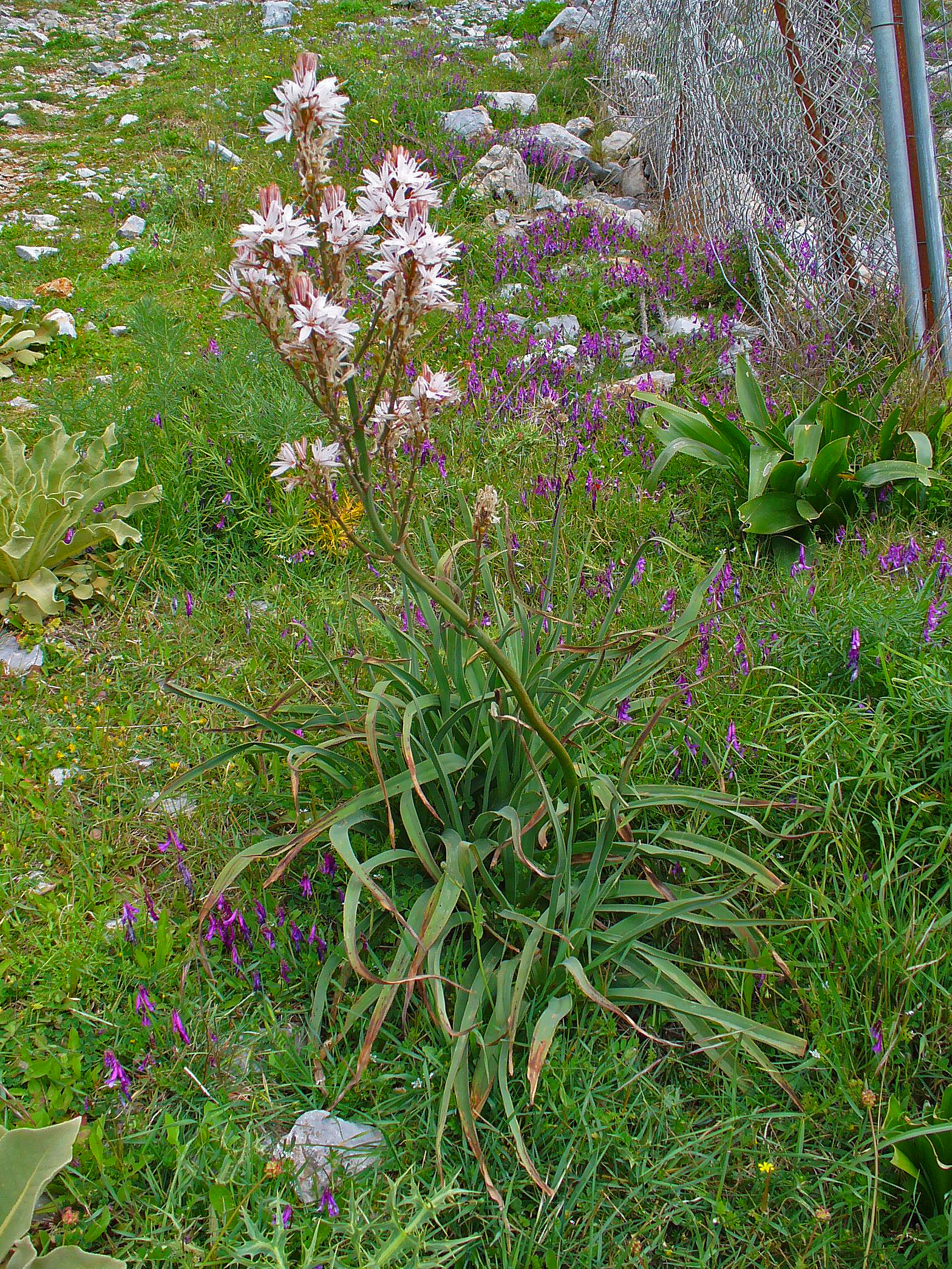
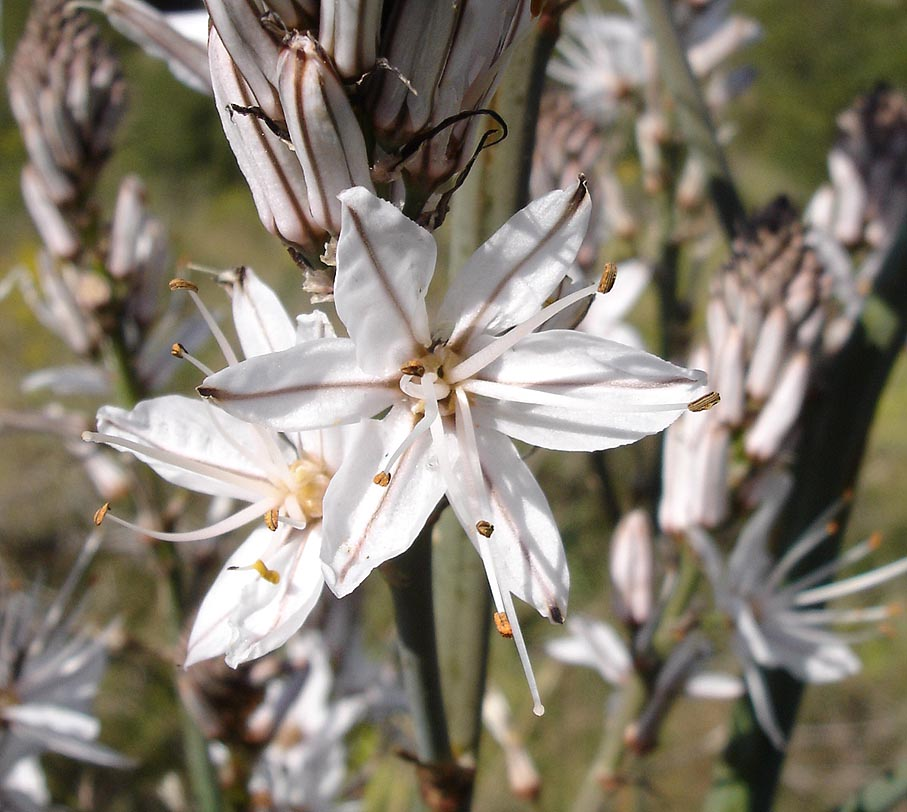
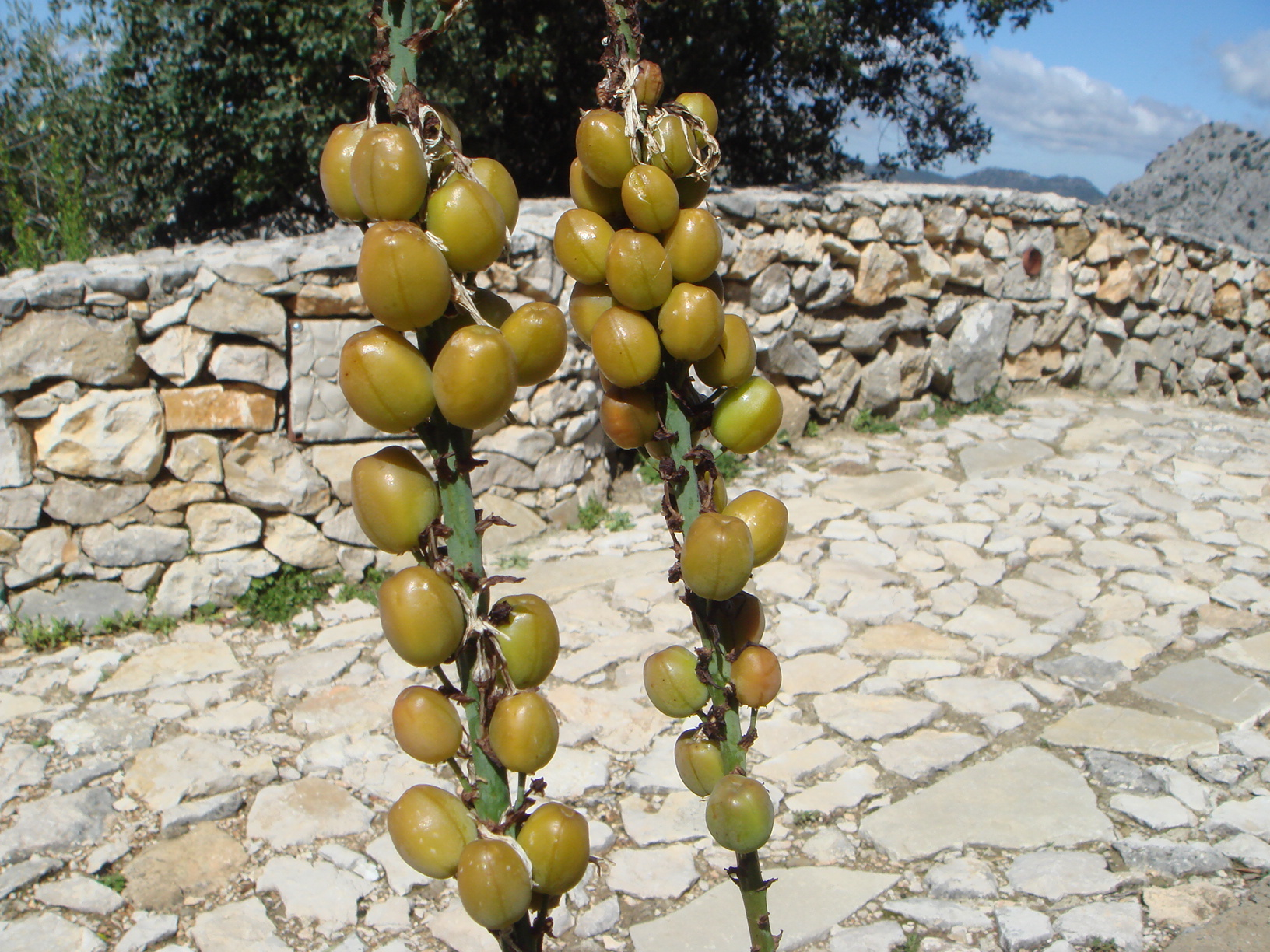